# طوكيو ميو ميو
طوكيو ميو ميو (باليابانية: 東京ミュウミュウ، بالروماجي: Tōkyō Myū Myū) هي سلسلة شوجو مانغا يابانية من تأليف ريكو يوشيدا، ورسم ميا إيكومي، نشرت من قبل كودانشا في مجلة ناكايوشي، صدرت في 1 فبراير عام 2001 حتى فبراير عام 2003، وتكونت من 7 مجلدات. اقتبست المانغا إلى أنمي تلفزيوني من قبل إستديو بيرو، عرض الأنمي في 6 أبريل عام 2002 واستمر عرضه حتى 29 مارس عام 2003، وتكون من 52 حلقة.

## القصة
أحداث القصة في طوكيو في اليابان عن فتاة تدعى إيتشيغو موموميا، تقيم معرضًا لأنواع الحيوانات المهددة بالانقراض مع صديقتها ماسايا أوياما. بعد حدوث زلزال، ينبعث شعاع غريب على إيتشيغو وأربع فتيات، قام بدمج حمضهم النووي مع قطط مهددة بالأنقرض.

## الشخصيات
إيتشيغو موموميا (باليابانية: 桃宮 いちご، بالروماجي: Momomiya Ichigo)
مؤدية الصوت: ساكي ناكاجيما
مينت أيزاوا (باليابانية: 藍沢 みんと، بالروماجي: Aizawa Minto)
مؤدية الصوت: يومي كاكازو
ريتاسو ميدوريكاوا (باليابانية: 碧川 れたす، بالروماجي: Midorikawa Retasu)
مؤدية الصوت: كومي سكوما
بو لينغ هوانغ (باليابانية: 黄 歩鈴، بالروماجي: Fon Purin)
مؤدية الصوت: هيسايو موتشيزوكي
زاكورو فوجيوارا (باليابانية: 藤原 ざくろ، بالروماجي:  Fujiwara Zakuro)
مؤدية الصوت: جونكو نودا
بيري شيرايوكي (باليابانية: 白雪 ベリー، بالروماجي: Shirayuki Berī)

## التأثير
لاقت سلسلة المانغا طوكيو ميو ميو استقبالًا جيدًا من قبل الجماهير الناطقة باللغة الإنجليزية. في مارس وأبريل 2003، باع المجلد الأول ما يقدر بـ 1597 و 1746 نسخة على التوالي. هذا وضع الحجم عند الحد الأدنى لأعلى 50 مبيعات لكل شهر. بحلول عام 2004 مع إصدار معظم المسلسل، أصبح نجاحًا طفيفًا لمانح الترخيص توكيوبوب. تم تصنيفها في المرتبة رقم 16 في قائمة مانجا توب 50 للربع الأول من عام 2004 في دليل بائعي التجزئة ICv2 إلى أنمي / مانغا، بناءً على المبيعات من كل من المكتبات السائدة ومحلات الكتب المصورة. انخفضت مبيعات المجلدين السادس والسابع بشكل طفيف. ومع ذلك، كان كلاهما من بين أفضل 100 رواية مصورة مبيعًا في مارس ومايو 2004. ظهر المجلد الأول من طوكيو ميو ميو لا مود في المرتبة 63 في قائمة أفضل 100 رواية مصورة مبيعًا في مايو 2005 مع ما يقرب من ضعف أرقام المبيعات للحجم الأخير من السلسلة الرئيسية. على مخططات نيلسن بوكسكان، ظهر الحجم لأول مرة في المرتبة 39 قبل أن يرتفع بسرعة إلى المركز الرابع عشر. شهد المجلد الثاني من à la Mode نجاحًا مشابهًا، حيث ظهر لأول مرة في الفتحة 69 قبل التقدم إلى المركز 12، نتيجة عرض ميو ميو باور الذي ظهر على تلفزيون 4Kids.
حظي طوكيو ميو ميو بشكل عام بترحيب جيد من قبل المراجعين الذين وصفوه بأنه لطيف وممتع. على الرغم من أن باتريك كينج من أنمي أشار إلى أنه ليس مسلسلًا فكريًا للغاية وأنه يتجنب نقاط الحبكة المعقدة، إلا أنه أشاد بها باعتباره «حلوى الدماغ» و «الرومانسية المحببة» التي لا تحتوي على «أوهام العظمة». أشاد النقاد بالعمل الفني في كل من طوكيو ميو ميو وطوكيو ميو ميو في الموضة. اعتبر أسلوب إيكومي «التدفق الحر» وتصميمات الشخصيات مناسبة تمامًا للمسلسل.ركز النقد الموجه لفن إيكومي على الصور التي تتسرب بانتظام من حدود اللوحة وفقاعات الكلام مع مكبرات الصوت الغامضة. صرح باتريك كينج من «أحد أكثر الجوانب جاذبية في طوكيو ميو ميو هو عمل ميا إيكومي اللطيف بسهولة. تتجمع العيون الكبيرة، وآذان القط، والذيل الغامض، والتنانير القصيرة معًا في مزيج لطيف يصعب مقاومته.» وفقًا لكارلو سانتوس من شبكة أخبار الأنمي، «إن ميا إيكومي الفني مناسب تمامًا للقصة، وهو ليس بهذه الهشاشة والهدوء مقارنة بمواد الشوجو الأخرى. مثل العديد من فناني المانجا الناشئين، فإن أعظم قوة لإيكومي هي في صور الشخصيات التي تم طرحها بعناية، كما أن استخدامها الغزير للنغمات يخلق تأثيرات فريدة بينما تتجنب أيضًا تحدي الخلفيات.» على العكس من ذلك، في كتابتها لـ مانغا: الدليل الكامل، تنتقد شاينون جاريتي المسلسل واصفة إياه بأنه«غير ملهم»، «مبتذلة» و «إبداعية مفلسة» والشعور بأنه «تم تصميمه بوضوح من قبل ناشره لركوب الفتاة السحرية تسونامي على الرغم من كل ما كان يستحقه: تمتلئ الملاحظات الهامشية للمبدعين بإشارات إلى توقيعات الكتب الكبيرة، وجلسات الصور، وعارضات الأزياء اللائي تم استئجارهن لباسهن كبطلات صغيرات السن يرتدين ملابس قليلة». كما أشارت إلى أن المسلسل يستخدم بشكل سيء موضوع الأنواع المهددة بالانقراض، بينما لا يزال يحمل «موضوعًا بيئيًا واعظًا».
على مستوى جميع أنحاء طوكيو ميو ميو لا مود كانت لها آراء مختلطة أكثر. أشاد النقاد به لكونه مانجا حديثة ترمز إلى صيغة الفتاة السحرية، مع إبراز نقاط القوة والضعف فيها. اعتبر مايك دونجان من هوس الترفيه المسلسل الأصلي «ساحرًا للغاية» وشعر أن على غرار الوضع كان استمرارًا جيدًا للمسلسل مع «نفس المتعة والإثارة» مثل سابقتها. شعر آخرون أن بيري كانت بطلة ضحلة للغاية وأن التتمة لم تقدم شيئًا جديدًا للقراء مع أزياء وخطط صليبيون القديسة روز التي لم تكن أكثر من مفاهيم مستعارة من سيلور مون. جانيت كروكر، شانون فاي وكريس إستل من هامش أنيمي انتقدوا à la Mode لامتلاكها شخصية دوق، الشرير الرئيسي للقوس، مرتديًا رداءًا أبيض مشابهًا لتلك المستخدمة من قبل مجموعة التفوق الأبيض، كو كلوكس كلان. شعرت جاريتي أن لا مود كانت وسيلة للإشارة إلى قاعدة بيانات طوكيو ميو ميو والبضائع وأن بيري كان «بطلًا شفافًا يحقق الرغبات».
تمت مقارنة تأليف الأنمي مع سيلور مون ونعم! بريكيور 5 نظرًا لوجود بطلات، وخمسة أعضاء أصليين في الفريق بألوان وقوى مميزة، وخطوط حبكة مماثلة، كما هو الحال مع العديد من سلاسل الفتيات السحرية. تلقت طوكيو ميو ميو درجات عالية في اليابان من خلال روابط تسويق واسعة النطاق وأحداث تسويقية للترويج للمسلسل.عندما أعلن 4Kids عن ترخيصهم للأنمي، تم تحريره وترجمته بشكل كبير شعر معجبو المسلسل بالفزع بشكل علني وبدأوا حملات متعددة لإقناع الشركة بإصدار نسخة غير مصقولة من المسلسل.

## وصلات خارجية
- موقع إستديو بيرو الرسمي (باليابانية)
- طوكيو ميو ميو على موقع ANN manga (الإنجليزية)